# Albuquerque High School
Az Albuquerque High School (magyarul: Albuquerque Gimnázium) egy gimnázium (9-12. osztály) Új-Mexikó államban, a Berillio megyei Albuquerque-ben. Tagja az Albuquerque Állami Iskoláknak. Egy 2003-as felmérés szerint a tanulók száma 1840 fő, míg a tanároké 111 fő; 2007-ben a tanulók száma már 1920 főre nőtt.
Az iskola eredetileg az Albuquerque Akadémia része volt, onnan vált ki 1879-ben, akkor még 27 diákkal, azonban csak 1955-ben lett független az akadémiától és került állami kézbe. A mai nevét 1891-ben kapta meg.

## Iskolai élet

### Színjátszókör
Az iskolában működik egy aktív színjátszókör, mely igen rangos díjakat tudhat a magáénak. Az állami versenyeken eddig egyszer értek el első helyezést, de mindannyiszor dobogós (második vagy harmadik) helyen végeztek.

### Iskolaújság
The Records címmel fut az iskola újságja. Ez a lap volt a legelső iskolai újság az állam történetében. A lap havonta jelenik meg, ahol a diákok az őket érintő illetve foglalkoztató témákban találhatnak cikkeket, interjúkat. 2008-ban éli a lap a 91-ik évfolyamát. Vezető szerkesztőjük állandóan két végzős diák.

### Albuquerque Bulldogs
Az iskola rendelkezik amerikaifutball-csapattal, mely az Albuquerque Bulldogs nevet viseli. A csapat kisebb-nagyobb díjakat kapott. 1946-ban alakult, azóta folyamatosan fejlődik.

### Ösztöndíjrendszer
1775-ben, amikor még az iskola az Albuquerque Akadémia része volt, megalapították a Thespian-trófeát, mely amolyan ösztöndíjrendszernek is tekinthető egyben. A díjat évente osztják ki azoknak a diákoknak, akik nagy mértékben hozzájárultak az iskola közösségének fejlődéséhez.

## Híres diákok
- Vivian Vance, TV-s műsorvezető
- Kenny Thomas, baseball játékos
- Rudolfo Anaya, színész
- John K. Davis, az Amerikai Haditengerészet egyik vezetője
- Marco Martinez, csatahajó-kapitány és író

## Fordítás
- Ez a szócikk részben vagy egészben  az   Albuquerque High School című angol Wikipédia-szócikk fordításán alapul.  Az eredeti cikk szerkesztőit annak laptörténete sorolja fel. Ez a jelzés csupán a megfogalmazás eredetét és a szerzői jogokat jelzi, nem szolgál a cikkben szereplő információk forrásmegjelöléseként.